# كين روبرتس (لاعب كرة قاعدة)
كين روبرتس (بالإنجليزية: Ken Roberts)‏ هو لاعب كرة قاعدة أمريكي، ولد في 9 مارس 1988 في مورفريسبورو في الولايات المتحدة.

## وصلات خارجية
- كين روبرتس على موقع دوري كرة القاعدة الرئيسي (الإنجليزية)
- كين روبرتس على موقعبيزبول رفرنس.كوم (الدوري الرئيسي) (الإنجليزية)
- كين روبرتس على موقعبيزبول رفرنس.كوم (الدوري الثانوي) (الإنجليزية)
- كين روبرتس على موقع إي إس بي إن.كوم (أم.أل.بي) (الإنجليزية)
- كين روبرتس على موقع مشجعي الرسوم البيانية (الإنجليزية)
- كين روبرتس على موقع مشجعي الرسوم البيانية (الإنجليزية)